# 머펫 쇼
《머펫 쇼》(The Muppet Show)는 1976년부터 1981년까지 방영된 버라이어티 · 인형극 · 코미디 프로그램이다. 《세서미 스트리트》로 알려진 짐 헨슨이 고안한 인형 (더 머펫츠)들과 미국의 유명한 가수 · 배우들이 얽힌 구성이다. 1978년에는 에미상 버라이어티 부문 작품상을 수상했다.